# Janina Bagłajewska

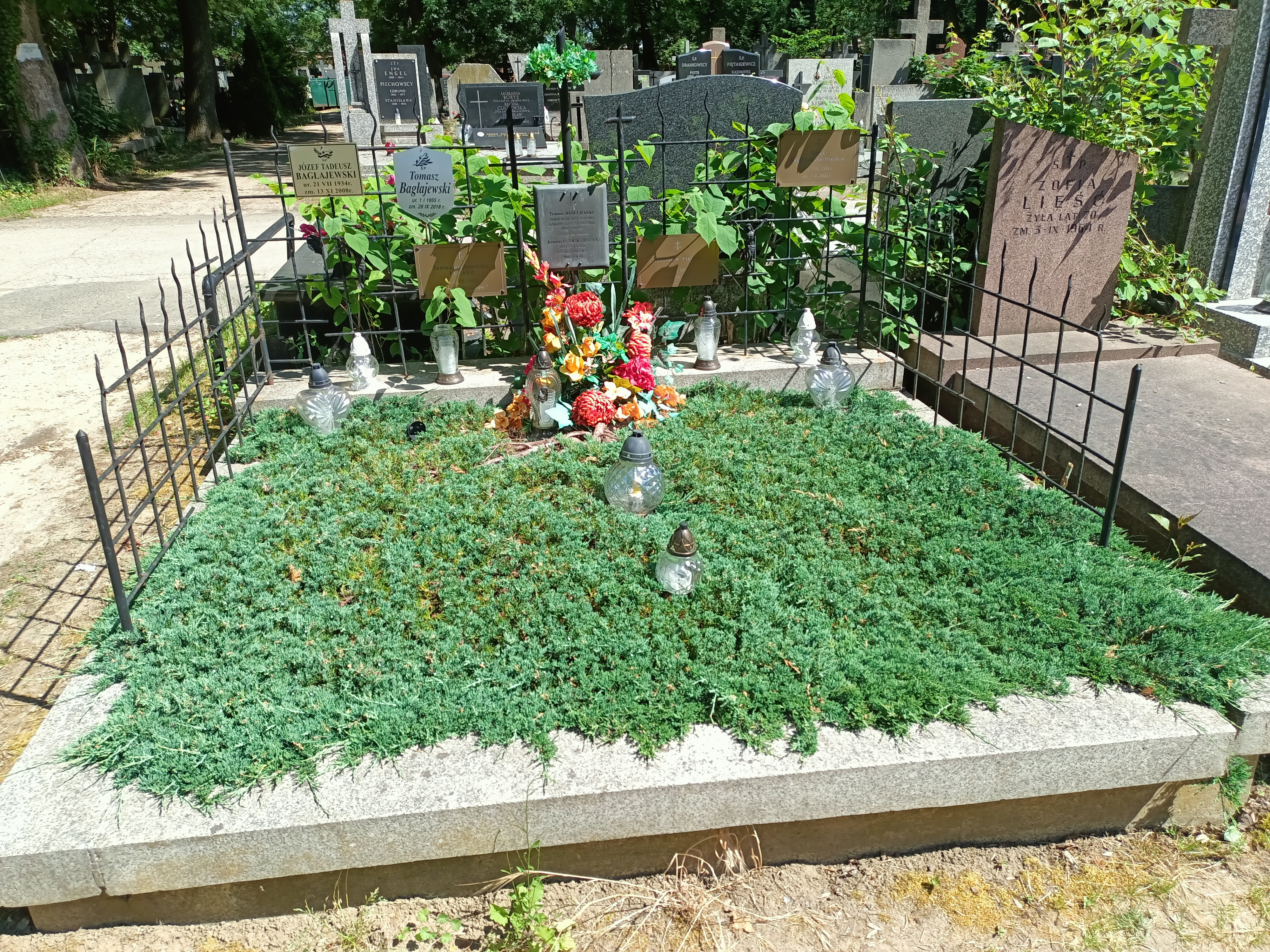
Grób Janiny Bagłajewskiej na Cmentarzu Bródnowskim w Warszawie

Janina Bagłajewska z domu Kwiecińska (ur. 11 listopada 1929 r. w Warszawie, zm. 6 lipca 1990 r. tamże) – polska lekarka, Sprawiedliwa wśród Narodów Świata.

## Życiorys
Janina Bagłajewska urodziła się 11 listopada 1929 r. w Warszawie. W czasie okupacji niemieckiej mieszkała z matką Janiną Kwiecińską i dwiema siostrami, Marią i Hanną w Warszawie przy ulicy Kruczej 42. W mieszkaniu schronienie znajdowało wielu Żydów, szczególnie osoby ze środowiska teatralnego, co miało związek z przedwojennym zatrudnieniem matki Bagłajewskiej jako aktorki teatralnej. Zarówno Bagłajewska jak i jej dwie siostry była zaangażowana w udzielanie pomocy ukrywanym osobom. Przeprowadzała ich do kryjówek zorganizowanych poza ulicą Kruczą, a także opiekowała się chronionymi w mieszkaniu dziećmi. Wśród ukrywanych osób był Zygmunt Keller (vel Antoni Serbiewski) oraz Helena Nowacka vel Tejblum (później Rabinovitza) i jej syn (Solomon) Seweryn Nowacki (vel Andre / Andrzej Tejblum). Po upadku powstania warszawskiego Bagłajewska i jej siostry wędrowała po okolicznych wsiach z matką i żydowskimi podopiecznymi do czasu wyzwolenia terenu przez Armię Czerwoną w styczniu 1945 r.
Mieszkała w Warszawie, gdzie pracowała jako lekarz internista. Jej mężem był sportowiec Adam Waldemar Bagłajewski, z którym miała dwójkę dzieci – Tomasza i Ewę.
13 września 1989 r. Jad Waszem uznał Janinę Bagłajewską oraz jej siostry; Marię Zdanowicz oraz Hannę Morawiecką, a także matkę Janinę Kwiecińską za Sprawiedliwe wśród Narodów Świata.
Bagłajewska zmarła 6 lipca 1990 r. Pochowana na cmentarzu Bródnowskim w Warszawie (kwatera 2O-2-31).